# The Blaze
Cet article possède un paronyme, voir Blaze.
The Blaze est un groupe de musique électronique français.

## Biographie
Formé en 2016, The Blaze est composé de deux personnes, Guillaume et Jonathan Alric, tous les deux cousins avec sept ans d'écart.
Originaire de la Nièvre, Guillaume fait des études de photographie à Montpellier. À partir de 2004 et durant dix ans, il pratique la musique sous le pseudonyme de Maÿd Hubb, et collabore avec des artistes comme Panda Dub. Né en Côte d'Ivoire, Jonathan passe son adolescence en Normandie et au Pérou, pays d'où est originaire sa mère. Après son baccalauréat, il part vivre à Bruxelles et intègre une école de cinéma.
En janvier 2016, le groupe publie sur YouTube, sa première chanson Virile et son clip tourné à Bruxelles.
En avril 2017, leur premier EP intitulé Territory sort ; il est composé de six titres dont la chanson éponyme de l'album Territory, avec son clip tourné à Alger,. Vu plus de 100 millions de fois, ce dernier sera récompensé du Grand Prix du Film Craft au Cannes Lions Festival en plus d'être nommé pour la Victoire du vidéo-clip.
En février 2018, le groupe tourne le clip de la chanson Heaven, puis en septembre, le clip Queens. Le 7 septembre 2018, l'album Dancehall sort dans les bacs et contient dix chansons,. Il se classe dans le « top 20 » à sa sortie en France. Le groupe entame alors une tournée en France, mais également au Canada et aux États-Unis (comme au Coachella Festival en Californie),.
En 2019, lors de la 34e cérémonie des Victoires de la musique, le groupe emporte le prix du meilleur album de musiques électroniques pour Dancehall. Après avoir suivi le duo en tournée, Xavier Ridel écrit pour Les Inrockuptibles que Dancehall est « un grand disque. De ceux qui, aussi bien sur la forme que sur le fond, sont empreints d’originalité et de poésie. » Le duo lui affirme : « Ce qui nous intéresse avant tout, c’est la vie. L’amour, la jeunesse et la folie ».

## Discographie

### Singles
- 2017 : Virile
- 2018 : Heaven
- 2020 : Somewhere (feat. Octavian)
- 2022 :  Eyes
- 2022 :  Dreamer

## Distinctions
- Victoires de la musique 2019 : meilleur album de musiques électroniques pour Dancehall